# Contea di Århus
La contea di Århus (in danese Århus Amt) era una delle 13 contee della Danimarca, le contee sono state abolite con la riforma amministrativa entrata in vigore il 1º gennaio del 2007 e sono state sostituite da cinque regioni.
La contea era situata nella parte occidentale della penisola dello Jutland, a partire dal 1º gennaio 2007 la maggior parte dell'area è stata accorpata alla regione dello Jutland centrale, una piccola parte è invece compresa nella regione dello Jutland settentrionale.

## Città e comuni
(Popolazione al 1º luglio 2005)
| - Århus (293.932) - Ebeltoft (15.047) - Galten (11.167) - Gjern (8.181) - Grenaa (18.669) - Hadsten (11.891) - Hammel (10.884) - Hinnerup (12.146) - Hørning (8.781) - Langå (8.415) - Mariager (8.253) - Midtdjurs (7.782) - Nørhald (8.691) | - Nørre Djurs (7.692) - Odder (21.204) - Purhus (8.596) - Randers (62.483) - Rønde (7.116) - Rosenholm (10.355) - Rougsø (8.090) - Ry (11.350) - Samsø (4.153) - Silkeborg (55.460) - Skanderborg (22.374) - Sønderhald (8.600) - Them (7.037) |